# Qualification pour la Division III du Championnat du monde de hockey sur glace 2018
Navigation
Qualif. Division III en 2017 Qualif. Division III en 2019
Le tournoi de Qualification pour la Division III du Championnat du monde de hockey sur glace 2018 se déroule à Sarajevo en Bosnie-Herzégovine du 25 au 28 février 2018.
| \| Localisation de Sarajevo en Bosnie-Herzégovine. \| Localisation de Sarajevo en Bosnie-Herzégovine. |
| Localisation de Sarajevo en Bosnie-Herzégovine.                                                       |

## Format de la compétition

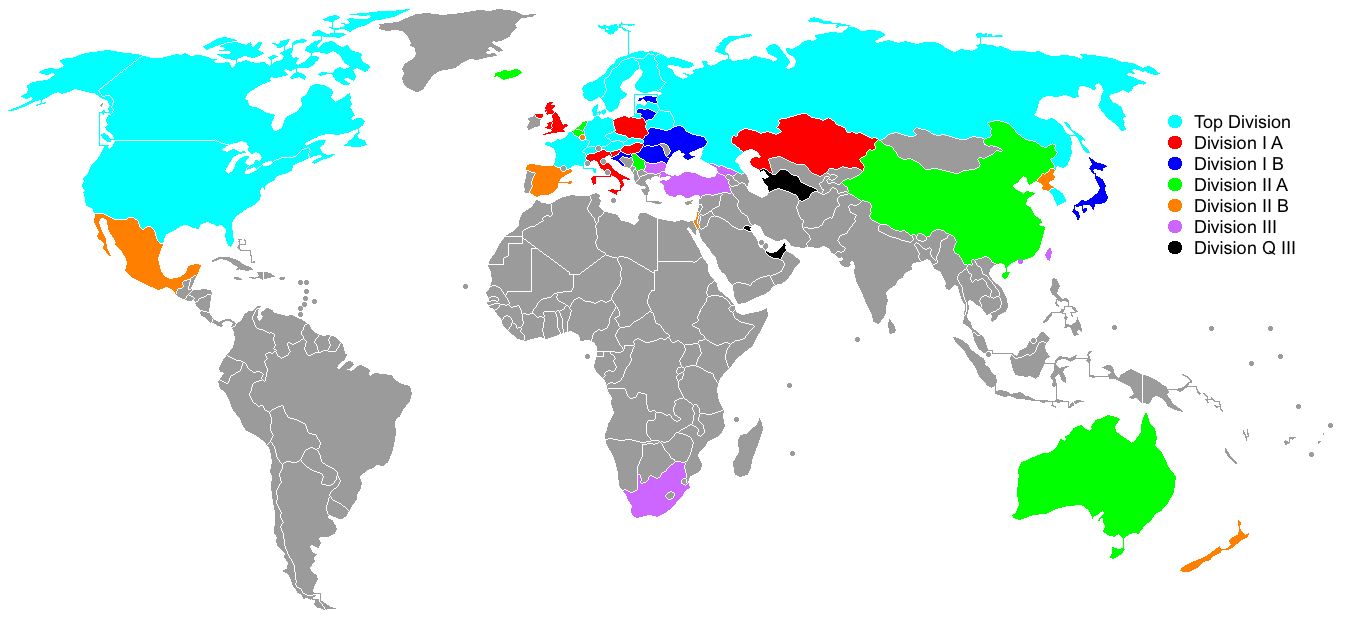
Nations participant au Championnat du monde de hockey sur glace 2018, par division.

Le Championnat du monde de hockey sur glace est un ensemble de plusieurs tournois regroupant les nations en fonction de leur niveau. Les meilleures équipes disputent le titre dans la Division Élite. Cette Division regroupe 16 équipes réparties en deux groupes de 8 qui disputent un tour préliminaire. Les 4 premiers de chaque groupe sont qualifiés pour les quarts de finale et les derniers sont relégués en Division IA à l'exception de la Slovaquie, organisatrice de l'édition 2019, qui ne peut être reléguée même si elle termine à la dernière place du groupe A. 
Pour les autres divisions qui comptent 6 équipes (sauf la Qualification pour la Division III), les équipes s’affrontent entre elles et, à l'issue de cette compétition, le premier est promu dans la division supérieure et le dernier est relégué dans la division inférieure. 
En Qualification pour la Division III, le vainqueur de la finale est promu en Division III.
Lors des phases de poule, les points sont attribués ainsi :
- 3 points pour une victoire dans le temps réglementaire ;
- 2 points pour une victoire en prolongation ou aux tirs de fusillade ;
- 1 point pour une défaite en prolongation ou aux tirs de fusillade ;
- aucun point pour une défaite dans le temps réglementaire.

## Officiels
3 arbitres et 4 juges de lignes ont été sélectionnés par l'IIHF pour officier lors de ce tournoi : 
| Arbitres                                          | Juges de ligne                                                         |
| ------------------------------------------------- | ---------------------------------------------------------------------- |
| Martin Christensen Stefan Hogarth Paweł Meszyński | Tomáš Brejcha Ilya Khohlov Vytautas Lukoševičius Maarten van der Acker |

## Matches
| 25 février | Turkménistan | 4-0 (0-0, 1-0, 3-0) | Émirats arabes unis | Salle olympique Juan Antonio Samaranch 100 spectateurs |

| Feuille de match | Feuille de match | Feuille de match | Feuille de match | Feuille de match                                                                       |
| ---------------- | --- | ---------------- | ---------------- | -------------------------------------------------------------------------------------- |
|                  | Veleyev (Aganiyazov, Vahvskiy) — 34 min 58 s (SN) Aganiyazov (Vahovskiy, Hydyrov) — 40 min 55 s (SN) Soyunov — 44 min 39 s Geldimyradov (Savin, Barkovskiy) — 56 min 58 s | 1-0 2-0 3-0 4-0  | -                | Arbitrage : Martin Christensen Juges de lignes : Ilya Khohlov et Maarten van der Acker |
| Charyyev         | Gardiens | Al-Suwaidi       |                  | Arbitrage : Martin Christensen Juges de lignes : Ilya Khohlov et Maarten van der Acker |
| 8 min            | Pénalités | 12 min           |                  | Arbitrage : Martin Christensen Juges de lignes : Ilya Khohlov et Maarten van der Acker |
| 43               | Tirs | 10               |                  | Arbitrage : Martin Christensen Juges de lignes : Ilya Khohlov et Maarten van der Acker |

| 25 février | Koweït | 1-8 (0-2, 0-3, 1-3) | Bosnie-Herzégovine | Salle olympique Juan Antonio Samaranch 1 100 spectateurs |

| Feuille de match | Feuille de match          | Feuille de match                    | Feuille de match | Feuille de match                                                                    |
| ---------------- | ------------------------- | ----------------------------------- | --- | ----------------------------------------------------------------------------------- |
|                  | - H. Alajmi — 56 min 37 s | 0-1 0-2 0-3 0-4 0-5 0-6 0-7 0-8 1-8 | Čordalija — 3 min 27 s (SN) Čordalija (Logo) — 15 min 28 s Lemeš (Omer, Arslanagic) — 28 min (SN) Omer — 30 min 15 s (SN) Lemeš (Omer) — 37 min 46 s (2 SN) Velić (Čordalija) — 42 min 18 s Logo — 45 min 18 s (IN) Omer (Tokić) — 47 min 3 s - | Arbitrage : Stefan Hogarth Juges de lignes : Tomáš Brejcha et Vytautas Lukoševičius |
| Al-Sarraf        | Gardiens                  | Pribišić                            | | Arbitrage : Stefan Hogarth Juges de lignes : Tomáš Brejcha et Vytautas Lukoševičius |
| 45 min           | Pénalités                 | 14 min                              | | Arbitrage : Stefan Hogarth Juges de lignes : Tomáš Brejcha et Vytautas Lukoševičius |
| 16               | Tirs                      | 41                                  | | Arbitrage : Stefan Hogarth Juges de lignes : Tomáš Brejcha et Vytautas Lukoševičius |

| 26 février | Koweït | 2-24 (0-8, 0-7, 2-9) | Turkménistan | Salle olympique Juan Antonio Samaranch 110 spectateurs |

| Feuille de match                              | Feuille de match                                                                  | Feuille de match | Feuille de match | Feuille de match                                                                    |
| --------------------------------------------- | --------------------------------------------------------------------------------- | --- | --- | ----------------------------------------------------------------------------------- |
|                                               | - Al-Ajmi (Al-Maragi) — 43 min 22 s - Al-Zidan (Al-Maghrabi) — 44 min 35 s (IN) - | 0-1 0-2 0-3 0-4 0-5 0-6 0-7 0-8 0-9 0-10 0-11 0-12 0-13 0-14 0-15 0-16 1-16 1-17 2-17 2-18 2-19 2-20 2-21 2-22 2-23 2-24 | Soyunov (Geldimyradov, Barkovskiy) — 1 min 30 s Gurbanov (Aganiyazov) — 6 min 2 s Geldimyradov — 10 min 11 s Vahovskiy (Gurbanov, Soyunov) — 11 min 49 s (JS) Gurbanov (Aganiyazov) — 12 min 37 s Geldimyradov (Barkovskiy) — 16 min 46 s Vahovskiy (Gurbanov, Aganiyazov) — 18 min 35 s (IN) Soyunov — 18 min 55 s (IN) Gurbanov (Vahovskiy, Veleyev) — 27 min 41 s Veleyev (Aganiyazov) — 28 min 33 s Soyunov (Geldimyradov) — 33 min 1 s Avdeyev (Kuliyev, Atayev) — 33 min 56 s Vahovskiy (Aganiyazov, Gurbanov) — 37 min 57 s (SN) Geldimyradov (Barkovskiy, Soyunov) — 39 min 30 s Berdiyev (Veliyev) — 39 min 51 s Avdeyev (Dovletmyradov) — 42 min 47 s (SN) - Gurbanov (Aganiyazov) — 43 min 37 s - Veleyev — 45 min 56 s Avdeyev (Atayev) — 47 min 21 s Kuliyev (Barkovskiy, Savin) — 51 min 2 s (2 SN) Hydyrov (Vahovskiy) — 54 min 13 s Savin (Kuliyev, Gayer) — 55 min 12 s (SN) Veleyev (Vahovskiy, Gurbanov) — 57 min 1 s Barkovskiy (Gayer) — 57 min 47 s | Arbitrage : Paweł Meszyński Juges de lignes : Ilya Khohlov et Vytautas Lukoševičius |
| Al-Sarraf (37 min 57 s) Al-Omran (22 min 3 s) | Gardiens                                                                          | Charyyev | | Arbitrage : Paweł Meszyński Juges de lignes : Ilya Khohlov et Vytautas Lukoševičius |
| 16 min                                        | Pénalités                                                                         | 27 min | | Arbitrage : Paweł Meszyński Juges de lignes : Ilya Khohlov et Vytautas Lukoševičius |
| 11                                            | Tirs                                                                              | 67 | | Arbitrage : Paweł Meszyński Juges de lignes : Ilya Khohlov et Vytautas Lukoševičius |

| 26 février | Émirats arabes unis | 1-6 (0-1, 1-2, 0-3) | Bosnie-Herzégovine | Salle olympique Juan Antonio Samaranch 600 spectateurs |

| Feuille de match | Feuille de match                            | Feuille de match            | Feuille de match | Feuille de match                                                                        |
| ---------------- | ------------------------------------------- | --------------------------- | --- | --------------------------------------------------------------------------------------- |
|                  | - Al-Dhaheri (M. Al-Shamsi) — 26 min 55 s - | 0-1 1-1 1-2 1-3 1-4 1-5 1-6 | Hadžihasanović (Omer, Ramić) — 4 min 48 s - Čordalija (Arslanagic) — 31 min 51 s (IN) Omer (Bakal, Pribišić) — 33 min 50 s (SN) Čordalija — 46 min 47 s Čordalija — 52 min 29 s Omer — 53 min 39 s | Arbitrage : Martin Christensen Juges de lignes : Tomáš Brejcha et Maarten van den Acker |
| Al-Suwaidi       | Gardiens                                    | Pribišić                    | | Arbitrage : Martin Christensen Juges de lignes : Tomáš Brejcha et Maarten van den Acker |
| 22 min           | Pénalités                                   | 34 min                      | | Arbitrage : Martin Christensen Juges de lignes : Tomáš Brejcha et Maarten van den Acker |
| 27               | Tirs                                        | 42                          | | Arbitrage : Martin Christensen Juges de lignes : Tomáš Brejcha et Maarten van den Acker |

| 28 février | Émirats arabes unis | 4-2 (1-1, 1-0, 2-1) | Koweït | Salle olympique Juan Antonio Samaranch 110 spectateurs |

| Feuille de match | Feuille de match | Feuille de match        | Feuille de match                                                                                                | Feuille de match                                                                            |
| ---------------- | --- | ----------------------- | --- | ------------------------------------------------------------------------------------------- |
|                  | - Al-Dhaheri (M. Al-Shamsi, Al-Harmoodi) — 13 min 30 s (SN) Al-Dhaheri (Al-Mehairbi, O. Al-Shamsi) — 39 min 16 s (SN) O. Al-Shamsi (A. Al-Haddad, H. Al-Haddad) — 43 min 2 s Al-Dhaheri (A. Yahya, M. Al-Shamsi) — 50 min 48 s - | 0-1 1-1 2-1 3-1 4-1 4-2 | Al-Awadhi (Y. Al-Kandari, Al-Maraghy) — 7 min 43 s - Al-Maragi (A. Al-Ajmi, M. Al-Ajmi) — 57 min 35 s (SN + JS) | Arbitrage : Stefan Hogarth Juges de lignes : Vytautas Lukoševičius et Maarten van den Acker |
| Al-Suwaidi       | Gardiens | Al-Sarraf               | | Arbitrage : Stefan Hogarth Juges de lignes : Vytautas Lukoševičius et Maarten van den Acker |
| 4 min            | Pénalités | 12 min                  | | Arbitrage : Stefan Hogarth Juges de lignes : Vytautas Lukoševičius et Maarten van den Acker |
| 20               | Tirs | 22                      | | Arbitrage : Stefan Hogarth Juges de lignes : Vytautas Lukoševičius et Maarten van den Acker |

| 28 février | Bosnie-Herzégovine | 3-13 (3-1, 0-5, 0-7) | Turkménistan | Salle olympique Juan Antonio Samaranch 1 000 spectateurs |

| Feuille de match                                  | Feuille de match                                                                                           | Feuille de match                                                    | Feuille de match | Feuille de match                                                            |
| ------------------------------------------------- | --- | ------------------------------------------------------------------- | --- | --------------------------------------------------------------------------- |
|                                                   | Omer (Hadžihasanović) — 4 min 28 s Lemeš (Omer, Hadžihasanović) — 6 min 4 s - Rakić (Omer) — 11 min 40 s - | 1-0 2-0 2-1 3-1 3-2 3-3 3-4 3-5 3-6 3-7 3-8 3-9 3-10 3-11 3-12 3-13 | - Soyunov (Barkovskiy) — 7 min 50 s (SN) - Gurbanov — 24 min 38 s (IN) Gurbanov (Vahovskiy) — 26 min 17 s Aganiyazov (Gurbanov) — 31 min 6 s (SN) Savin — 33 min 19 s (IN) Geldimyradov (Barkovskiy) — 37 min 32 s (SN) Barkovskiy — 41 min 27 s Gayer (Savin, Barkovskiy) — 45 min 12 s (SN) Veleyev (Hydyrov) — 49 min 3 s (2 SN) Soyunov (Geldimyradov, Gayer) — 49 min 19 s (SN) Vahovskiy (Gurbanov) — 52 min 38 s Barkovskiy (Geldimyradov, Soyunov) — 57 min 6 s Dovletmyradov (Kuliyev) — 57 min 36 s | Arbitrage : Paweł Meszyński Juges de lignes : Tomáš Brejcha et Ilya Khohlov |
| Pribišić (49 min 19 s) Tahirbegović (10 min 41 s) | Gardiens                                                                                                   | Charyyev                                                            | | Arbitrage : Paweł Meszyński Juges de lignes : Tomáš Brejcha et Ilya Khohlov |
| 44 min                                            | Pénalités                                                                                                  | 18 min                                                              | | Arbitrage : Paweł Meszyński Juges de lignes : Tomáš Brejcha et Ilya Khohlov |
| 16                                                | Tirs | 66                                                                  | | Arbitrage : Paweł Meszyński Juges de lignes : Tomáš Brejcha et Ilya Khohlov |

## Classement
| Clt   | Équipe              | PJ | V | VP | D | DP | BP | BC | Diff | Pts |
| ----- | ------------------- | -- | - | -- | - | -- | -- | -- | ---- | --- |
| +001, | Turkménistan        | 3  | 3 | 0  | 0 | 0  | 41 | 5  | +36  | 9   |
| +002, | Bosnie-Herzégovine  | 3  | 2 | 0  | 1 | 0  | 17 | 15 | +2   | 6   |
| +003, | Émirats arabes unis | 3  | 1 | 0  | 2 | 0  | 5  | 12 | -7   | 3   |
| +004, | Koweït              | 3  | 0 | 0  | 3 | 0  | 5  | 36 | -31  | 0   |

- Promu en Division III en 2019

Pour les significations des abréviations, voir statistiques du hockey sur glace.

## Récompenses individuelles
Meilleurs joueurs
- Meilleur gardien :  Edis Pribišić
- Meilleur défenseur :  Dmitriy Savin
- Meilleur attaquant :  Ahmet Gurbanov

| Clt | Joueur               | Équipe             | PJ | B | A | Pts | Pun | +/- |
| --- | -------------------- | ------------------ | -- | - | - | --- | --- | --- |
| 1   | Ahmet Gurbanov       | Turkménistan       | 3  | 6 | 6 | 12  | 9   | +10 |
| 2   | Pavel Barkovskiy     | Bosnie-Herzégovine | 3  | 3 | 8 | 11  | 2   | +9  |
| 3   | Mirza Omer           | Turkménistan       | 3  | 5 | 5 | 10  | 20  | +7  |
| 4   | Aleksandr Vahovskiy  | Turkménistan       | 3  | 4 | 6 | 10  | 0   | +10 |
| 5   | Dovlet Soyunov       | Turkménistan       | 3  | 6 | 3 | 9   | 2   | +10 |
| 6   | Arslan Geldimyradov  | Turkménistan       | 3  | 5 | 4 | 9   | 2   | +9  |
| 7   | Amangeldi Aganiyazov | Turkménistan       | 3  | 2 | 7 | 9   | 4   | +10 |
| 8   | Dino Čordalija       | Bosnie-Hervégovine | 3  | 5 | 1 | 6   | 6   | +6  |
| 8   | Ishan Veleyev        | Turkménistan       | 3  | 5 | 1 | 6   | 0   | +6  |
| 10  | Dmitriy Savin        | Turkménistan       | 3  | 2 | 3 | 5   | 4   | +8  |

| Clt | Joueur            | Équipe              | PJ | Min      | BC | Moy  | %Arr  | Bl |
| --- | ----------------- | ------------------- | -- | -------- | -- | ---- | ----- | -- |
| 1   | Keremli Charyyev  | Turkménistan        | 3  | 140 h    | 3  | 1,29 | 89,66 | 1  |
| 2   | Khaled Al-Suwaidi | Émirats arabes unis | 3  | 180 h    | 12 | 4,00 | 88,79 | 0  |
| 3   | Edis Pribišić     | Bosnie-Herzégovine  | 3  | 169 h 19 | 12 | 4,25 | 87,63 | 0  |
| 4   | Jasem Al-Sarraf   | Koweït              | 3  | 154 h 43 | 25 | 9,70 | 74,49 | 0  |

Pour les significations des abréviations, voir statistiques du hockey sur glace.
Nota : seuls sont classés les gardiens ayant joué au minimum 40 % du temps de jeu de leur équipe.